# Cranbrook Colony
De Cranbrook Colony was een groep kunstschilders die zich vanaf 1854 vestigden in Cranbrook in het graafschap Kent. De kunstenaars lieten zich vooral inspireren door de Hollandse en Vlaamse meesters uit de 17e eeuw.
De schilder Frederick Daniel Hardy was de eerste die zich in het dorp vestigde, aangetrokken door de voor hem inspirerende omgeving. Anderen sloten zich daar bij hem aan, onder wie Thomas Webster, George Hardy, John Callcott Horsley, George Bernard O'Neill en Augustus Edwin Mulready. Ook de Engels-Amerikaanse schilder George Henry Boughton was een regelmatig bezoeker van de kolonie.